# Адам Гікс
Адам Пол Нільсон Гікс (англ. Adam Paul Nielson Hicks, нар. 28 листопада 1992, Лас-Вегас, Невада, США) — американський актор і репер. Його перша головна роль була у фільмі «Як їсти смажених черв'яків». Також відомий за роллю Лютера в серіалі Disney XD «Зік і Лютер» і Венделла «Вена» Гіффорда у фільмі Лимонадний голос.

## Кар'єра

### Актор
Гікс народився в Лас-Вегасі, штат Невада. Зіграв регулярну роль у фільмі «Тіт», а також знімався у різних фільмах і телесеріалах, перш ніж отримати свою головну роль у проєкті «Як їсти смажених черв'яків». Потім він з'явився в фільмі «Здебільшого примарний» разом з багатьма іншими зірками Disney Channel.
У 2009 році Адам зіграв головну роль Лютера у фільмі «Зік і Лютер». У квітні 2011 року він знявся у фільмі Лимонадний голос у ролі Венделла «Вена» Гіффорда.
Актор також знімався у фільмі «Пара королів», зігравши роль короля Боза, який замінив персонажа Мітчела Муссо, короля Брейді.
Адам Гікс зіграв Джейсона Ціммера в еротичному трилері Фатальна пристрасть.

### Музика
Гікс записав ремейк пісні MC Hammer «U Can't Touch This» разом із колегою Деніелом Кертісом Лі.
Музичне відео на пісню було показано 29 червня 2009 року на Disney XD. Також він створив ремікс на пісню «In the Summertime» Мунго Джері. Наприкінці 2010 року Гікс записав пісню «Happy Universal Holidays» разом з Раяном Ньюманом.
На початку 2011 року він випустив пісню під назвою «Dance For Life» із Дрю Сілі для оригінального серіалу Disney Channel Потанцюймо.
Гікс став співавтором треків «Determinate», «Breakthrough» і «Livin' On a High Wire» для Лимонадного голосу. У нього у творчому доробку також є музичне відео за участю Кріса Брочу на його сингл «We Burnin' Up».
У жовтні 2012 року Адам записав пісню для нової книги «Lemonade Mouth Puckers Up» під назвою «Don't Stop The Revolution». Гікс виконав головну пісню для шоу Disney XD «Mighty Med» під назвою «You Never Know».
28 жовтня 2022 року Гікс випустив пісню «Chosen One», і з того часу він продовжує випускати музику. Інші його сингли включають «Famous», «Nothing To Prove», «I Don't Need'Em» і «Feelin' Like This».

## Проблеми із законом
25 січня 2018 року Гікс був заарештований у Бербанку, штат Каліфорнія, разом зі своєю подругою, актрисою Данні Тамбурро, за підозрою у пограбуванні із застосуванням зброї. Він пройшов обстеження психічного здоров'я, для визначення того чи достатньо дієздатний, щоб постати перед судом за пред'явленими йому звинуваченнями.
10 липня 2019 року він не визнав себе винним за одним пунктом обвинувачення в пограбуванні другого ступеня та одній спробі пограбування другого ступеня. Ще з одним пунктом обвинувачення у пограбуванні він не погодився. Перші два пункти обвинувачення були з нього зняті.
У липні 2021 року Гікса визнали винним у пограбуванні та засудили до п'яти років ув'язнення, а Тамбурро дали 3 роки умовно. Однак у березні 2022 року Адам Гікс був умовно-достроково звільнений після того, як суддя зарахував йому 1460 днів, які він відсидів у в'язниці в очікуванні вироку.

## Фільмографія

### Фільми
| Рік      | Назва                      | Роль               | Примітки |
| -------- | -------------------------- | ------------------ | -------- |
| 2005 рік | Даун і Дербі               | Брейді Девіс       |          |
| 2005 рік | 12 собак Різдва            | Майк Стівенс       |          |
| 2006 рік | Кудлатий тато              | Квотербек          | Голос    |
| 2006 рік | Як їсти смажених черв'яків | Джозеф «Джо» Гуайр |          |
| 2008 рік | Переважно примарний        | Колін Дойл         |          |
| 2015 рік | Вгорі на Wooftop           | Тобі               | Голос    |
| 2015 рік | Фатальна пристрасть        | Джейсон Циммер     |          |
| 2016 рік | Маленькі дикуни            | Біллі              |          |
| 2017 рік | Віндзор                    | Клінт              |          |
| 2018 рік | Перемикання передач        | Джеремі Вільямсон  |          |

### Телебачення
| Рік       | Назва українською  | Оригінальна азва               | Роль                   | Примітки                    |
| --------- | ------------------ | ------------------------------ | ---------------------- | --------------------------- |
| 2000–2002 | Тітус              | Titus                          | Молодий Дейв Тітус     | Повторювана роль            |
| 2002      | Фанкхаузери        | The Funkhousers                | Роббі Фанкхаузер       |                             |
| 2002      | Це було тоді       | That Was Then                  | Джошуа Гаррісон        | Епізод: "Пілот"             |
| 2009–2012 | Зік і Лютер        | Zeke and Luther                | Лютер Ваффлз           | Головна роль                |
| 2010      | Джонас             | Jonas                          | Денніс "ДЗ" Зіммер     | Повторювана роль (2 сезон)  |
| 2011      | Лимонадний голос   | Lemonade Mouth                 | Венделл «Вен» Гіффорд  |                             |
| 2011      | Пітер Панк         | Peter Punk                     | Лютісур "Лютер" Ваффлз | Епізод: «Дуель»             |
| 2011      | Приколісти         | PrankStars                     | Себе                   | Епізод: "Гра з'явилася"     |
| 2011      | Абияк              | So Random                      | Себе                   | Епізод: "Бріджит Мендлер"   |
| 2011–2012 | Вулик              | The Hive                       | Базбі                  | Озвучка, дубляж англійською |
| 2012–2013 | Два королі         | Pair of Kings                  | Король Боз             | Головна роль (3 сезон)      |
| 2012      | Південна територія | Southland                      | Майк                   | Епізод: "Спадок"            |
| 2013      | CSI: Місце злочину | CSI: Crime Scene Investigation | Тайлер                 | Епізод: «Безпорадний»       |
| 2015      | Повстання Техасу   | Texas Rising                   | Труетт Фінчам          | Головна роль                |
| 2016–2017 | Жах                | Freakish                       | Дизель Тернер          | Головна роль                |

## Дискографія

### Сингли
| Назва                                         | Рік      |
| "Ми горимо" (за участю Кріса Брошу)           | 2011 рік |
| "Feelin' That Way"                            | 2012 рік |
| «Одне життя» (за участю Кара)                 | 2013 рік |
| «Лицарі Дуранго» (за участю Джеймса Пакстона) | 2015 рік |
| «Обраний»                                     | 2022 рік |
| «Знаменитий»                                  | 2022 рік |
| «Вони мені не потрібні»                       | 2023 рік |
| "Feelin' Like This"                           | 2023 рік |
| «Ти мені потрібен»                            | 2023 рік |

| Назва                                                                         | Рік  | Позиція в чарті | Позиція в чарті | Позиція в чарті | Позиція в чарті | Позиція в чарті | Позиція в чарті | Альбом            |
| Назва                                                                         | Рік  | US              | US Heat         | AUS             | CAN             | GER             | UK              | Альбом            |
| ----------------------------------------------------------------------------- | ---- | --------------- | --------------- | --------------- | --------------- | --------------- | --------------- | ----------------- |
| "Determinate" (Бріджіт Мендлер разом з Адамом Гіксом)                         | 2011 | 51              | 1               | 91              | 82              | 92              | 111             | Лимонадний голос  |
| "Breakthrough" (among the Cast of Lemonade Mouth)                             | 2011 | 88              | 11              | —               | —               | —               | 200             | Лимонадний голос  |
| "Non-Stop Summer" (Коул Плант разом з Адамом Гіксом)                          | 2012 | —               | —               | —               | —               | —               | —               | Non-album singles |
| "You in My Life" (Наталі Гернандес разом з Адамом Гіксом)                     | 2013 | —               | —               | —               | —               | —               | —               | Non-album singles |
| "Nobody Better Than You" (Нік Ньюфільд разом з Адамом Гіксом)                 | 2014 | —               | —               | —               | —               | —               | —               | Non-album singles |
| "—" denotes a title that was not released or did not chart in that territory. |      |                 |                 |                 |                 |                 |                 |                   |

### Музичні кліпи
| Пісня                      | Рік      | Режисер         |
| «Не можна торкатися цього» | 2009 рік | Н/Д             |
| «Влітку»                   | 2010 рік |                 |
| «Зі всесвітніми святами»   | 2010 рік |                 |
| «Хтось»                    | 2011 рік | Патриція Рігген |
| «Визначити»                | 2011 рік | Патриція Рігген |
| «Ми горимо»                | 2011 рік | Н/Д             |
| «Одне життя»               | 2013 рік | Тім Барстен     |
| «Обраний»                  | 2022 рік | Адам Гікс       |
| «Ти мені потрібен»         | 2023 рік | Бенджамін Джонс |